# Eszter Dara
Eszter Dara (ur. 30 maja 1990 w Budapeszcie) – węgierska pływaczka, specjalizująca się głównie w stylu motylkowym i dowolnym.
Mistrzyni Europy w 2010 roku w Budapeszcie w sztafecie 4 x 200 m kraulem (razem z Agnes Mutiną, Katinką Hosszú i Evelyn Verrasztó) oraz brązowa medalistka Starego Kontynentu na krótkim basenie w wyścigu na 100 m stylem motylkowym. Czterokrotna medalistka mistrzostw Europy juniorów.
Uczestniczka Igrzysk Olimpijskich 2008 w Pekinie (6. miejsce w finale sztafety 4 x 200 m stylem dowolnym oraz 13. w półfinałach na 100 m motylkiem) oraz 2012 w Londynie na 100 m kraulem (23. miejsce) oraz w sztafecie 4 x 100 m stylem dowolnym (15. miejsce).
Odznaczona Brązowym Krzyżem Zasługi Republiki Węgierskiej.

## Odznaczenia
- Brązowy Krzyż Zasługi Republiki Węgierskiej (cywilny) –2008[1]